# Послания Иоанна

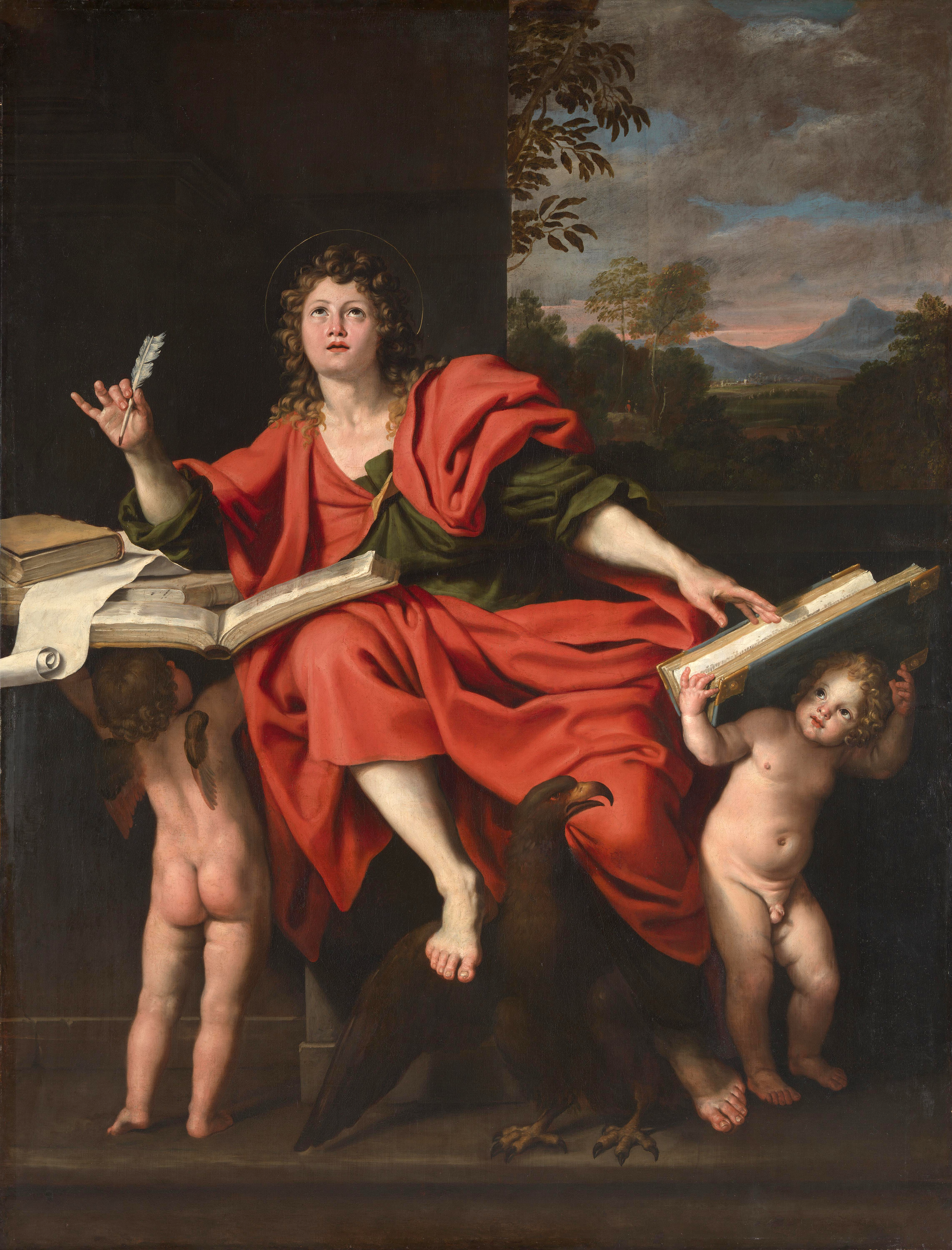
Святой Иоанн Евангелист, Доменикино

Апостол Иоанн Богослов традиционно считается автором трёх посланий, включённых в Библейский канон. Послания адресованы не какой то конкретной общине или народу, а всей Христианской церкви. Предположительно, написаны в 90-х годах первого века новой эры, почти сразу за Евангелием от Иоанна.

## Первое
Обращено к верующим малоазийских церквей. Основные темы: Любовь Бога и учение об Иисусе как о воплотившемся предвечном Слове Божием. В пятой главе присутствует спорная Иоаннова вставка, свидетельствующая о Троице.

## Второе
Обращено к некой «возлюбленной госпоже», которую большинство комментаторов считают аллегорией христианской общины. Является самой короткой книгой Нового Завета, всего 13 стихов в одной главе. Повторяет в сжатой форме содержание первого послания: проповедь любви и предостережение против лжеучений.

## Третье
Было малоизвестно в древней Церкви. Обращено к некоему «возлюбленному Гаию», а также порицает некоего Диотрефа.